# Abu-Bakr Khairat
Abu-Bakr Mahmoud Khairat (arabisch أبو بكر خيرت, DMG Abū Bakr Ḫayrat; * 10. April 1910 in Kairo; † 25. Oktober 1963 ebenda) war ein ägyptischer Architekt und Komponist.
Khairat wuchs in einer kulturell interessierten Familie auf, bei der auch der Sänger und Komponist Sayed Darwish verkehrte. Er erhielt schon früh Violin- und Klavierunterricht, studierte dann aber Architektur in Kairo und Paris, wo er auch seine musikalische Ausbildung ergänzte. 1935 kehrte er nach Kairo zurück und war als Architekt tätig. Er gestaltete u. a. die Akademie der Künste, einen Baukomplex, der 1959 fertig wurde und mehrere Institute umfasste. Dazu gehörte auch das von Khairat gegründete Konservatorium, an dem er bis 1963 als Dekan wirkte.
Khairat zählte zur ersten Generation ägyptischer Komponisten, die sich an westlicher klassischer Musik orientierten. Er blieb der europäischen Romantik verpflichtet, die er später mit ägyptischer Volksmusik verband. Er komponierte drei Sinfonien, darunter die Symphonie Folklorique, außerdem eine Orchestersuite, zwei Ouvertüren, etwa Isis, inspiriert durch einen Roman von Taufiq al-Hakim, zwei Klavierkonzerte, Chor-, Kammer-, Klaviermusik und eine Kantate. International beachtet wurde eine posthume Aufführung seines Chor- und Orchesterwerks Lamma bada, das die traditionelle Muwaschschah-Poesie mehrstimmig erweiterte – Charles Münch eröffnete damit 1967 die Sayed Darwish Hall in Kairo.
Abu-Bakr Khairat ist der Onkel des Komponisten Omar Khairat.

## Weblink
- Abu Bakr Khairat bei Discogs